# Miquel Siguan i Soler
Miquel Siguan i Soler (Barcelona, 2 de maig de 1918 – 8 de maig de 2010) fou un psicòleg i escriptor català.

## Biografia
Siguan va criar-se al barri barceloní de Gràcia, al si d'una família de classe mitjana. Va cursar els primers estudis als Josepets i a l'Institut Balmes. Amic de joventut d'Heribert Barrera, en esclatar la guerra civil era secretari general de la Federació Nacional d'Estudiants de Catalunya (FNEC), però no va aprofitar el càrrec per evitar d'anar al front, on va lluitar al front de Terol en una companyia anarquista. Acabada la guerra, se'n va anar a Londres aprofitant una beca del Partit Laborista, on va estudiar a l'Institute of Applied Psychology i a la London School of Economics; allà s'especialitzà en psicologia del treball.
Es doctorà en filosofia a la Universitat de Barcelona el 1951; fou catedràtic d'ensenyament mitjà a Santander (1944-1948) i ensenyà psicologia industrial a Madrid. El 1951 ingressà al CSIC i el 1962 guanyà la càtedra de psicologia de la Universitat de Barcelona, des d'on impulsà l'ensenyament universitari i la creació d'una facultat d'aquesta especialitat.
Fou una personalitat científica clau durant els primers anys de la Institut Ramon Muntaner, quan va portar del Quebec el model d'immersió lingüística que s'acabaria aplicant al sistema escolar català; alhora, va estar sempre a favor del bilingüisme. A vegades s'havia queixat que la seva posició li havia reportat incomprensions «d'un costat i de l'altre». Aquesta aparent contradicció quadrava amb el seu tarannà lliure, d'home dotat d'una ment oberta que s'interessava per tot i sabia distanciar-se de tot. Casat amb l'alemanya María Luisa Boehmer, ell mateix era plurilingüe –a més de català i castellà, dominava el francès i l'anglès.
Va dedicar una atenció especial al llenguatge infantil, a la psicolingüística i als problemes de les llengües en l'educació. Posteriorment va centrar la seva tasca en el bilingüisme des d'una òptica integradora dels aspectes psicològic, sociològic, pedagògic i àdhuc polític. Fou un dels fundadors i directors de l'Institut de Ciències de l'Educació de la Universitat de Barcelona. També va dirigir el projecte Linguapax de la UNESCO.
Fou membre de l'Acadèmia Europea i doctor honoris causa per les universitats de Ginebra i del País Basc, Sevilla i Autònoma de Barcelona. El 1988 li fou atorgada la Creu de Sant Jordi.

## Obres
- Del campo al suburbio (1958, Premio Nacional de Literatura)
- La psicologia a Catalunya (1981)
- Metodologia per a l'estudi del llenguatge infantil (1985)
- Estudios sobre psicolingüística (1985)
- Bilingualism and Education (1986)
- España plurilingüe (1992)
- L'Europa de les llengües (1996)
- Bilingüisme i educació (1998)
- La escuela y los inmigrantes (1998)
- Bilingüismo y lenguas en contacto (2001)
- El projecte català: Del passat al futur (2009)